# امپراتریس شوکن
امپراتریس شوکن (به ژاپنی: 昭憲皇后 Shōken-kōgō) همسر امپراتور میجی، امپراتور ژاپن بود. او یکی از بنیانگذاران انجمن صلیب سرخ ژاپن بود که فعالیت‌های خیریه اش در سراسر اولین جنگ چین و ژاپن شناخته شده بود. ماساکو ایچیجو در ۹ مه ۱۸۴۹ در هی‌آن-کیو ژاپن به دنیا آمد. او سومین دختر ایچیجو تاداکا، وزیر سابق چپ و رهبر شاخه خاندان ایچیجو از خاندان فوجیوارا بود.
اگرچه اولین ملکه ژاپنی بود که نقشی اجتماعی ایفا می‌کرد اما به زودی مشخص شد که ملکه قادر به آوردن کودکی برای امپراتور میجی نیست. به این سبب امپراتور میجی پنج زن سوکوشیتسو (همسر غیراصلی) داشت که پانزده فرزند برای او به دنیا آوردند. پنج شاهزاده و ده شاهزاده خانم از آنها متولد شدند. با این حال، ۱۰ نفر از این شاهزاده‌ها و شاهزاده خانم‌ها در جوانی مردند. تنها شاهزاده ای که تا بزرگسالی زنده ماند، «شاهزاده یوشیهیتو» (امپراتور تایشو) بود که از یاناگیوارا ناروکو متولد شد.

## بررسی اجمالی
امپراتریس شوکن کسی بود بود که از امپراتور میجی حمایت کرد و رهبری ایجاد یک ملت مدرن را بر عهده گرفت. ماساکو ایچیجو، دختر تاداکا ایچیجو، وزیر چپ، در سن ۱۸ سالگی به عنوان نیوگو امپراتور (زنی که در خوابگاه امپراتور حضور می‌یابد) منصوب شد تا نامزد ملکه شود. او در سن ۲۰ سالگی، نام خود را به هاروکو تغییر داد و ملکه شد. گفته می‌شود که چون امپراتریس بینی بلندی داشت، امپراتور که دوست داشت زنان را به نام مستعار صدا کند، او را «تنگو سان» نامید. امپراتریس تحصیلکرده و باهوش بود و به شعر ژاپنی علاقه داشت و همین ویژگی‌ها او را به همراه کامل امپراتور تبدیل می‌کرد. اگرچه آنها دارای فرزند نبودند، امپراتریس شخص مهمی به عنوان شریک بود که از نظر معنوی از امپراتور حمایت می‌کرد. امپراتریس همچنین کمک زیادی به توسعه آموزش و کار اجتماعی زنان در ژاپن کرد. او در مدرن‌سازی کشور فعال بود و حس خوبی در پذیرش فرهنگ‌های جدید داشت، بنابراین او همچنین فردی بود که در غرب‌سازی زنان ژاپنی پیشگام بود. در سال ۱۹۱۴ (سال سوم تایشو)، دو سال پس از درگذشت امپراتور میجی، امپراتریس به دلیل حمله آنژین صدری به شدت بیمار شد و در سن ۶۴ سالگی درگذشت.